# Erika Salumäeová
Erika Salumäeová (* 11. června 1962 Pärnu) je bývala estonská dráhová cyklistka, specialistka na sprint.
Vyrůstala v dětském domově, v sedmi letech si ji osvojila náhradní rodina. Věnovala se různým sportům, až ve věku osmnácti let se zaměřila na cyklistiku. Byla členkou klubu Kalev Tallinn, roku 1983 se dostala do sovětské reprezentace a na Univerziádě v Edmontonu hned vyhrála sprint i závod s pevným startem a byla druhá v bodovačce. Na mistrovství světa v dráhové cyklistice získala stříbrné medaile v letech 1984 a 1986 a zlato v letech 1987 a 1989, na olympiádě 1988 vyhrála olympijskou premiéru ženského sprintu. Již jako reprezentantka nezávislého Estonska obhájila olympijské prvenství na olympiádě 1992, na MS 1995 skončila na třetím místě a na olympiádě 1996 byla šestá. Ve své kariéře vytvořila patnáct dráhařských světových rekordů.
Byl devětkrát vyhlášena nejlepší sportovkyní Estonska (1983, 1984, 1987, 1988, 1989, 1990, 1992, 1995 a 1996), což je rekord ankety, získala titul zasloužilý mistr sportu a řád Estonského červeného kříže. Byla předsedkyní Estonského olympijského výboru, poslankyní Riigikogu a členkou tallinnské městské rady za Estonský lidový svaz. Od roku 2010 žije ve Španělsku. Je vdaná, má jednu dceru. V roce 2013 prodala v dražbě své medaile, aby mohla zaplatit za operaci zad.